# 日向市立東郷学園
日向市立東郷学園（ひゅうがしりつ とうごうがくえん）は、宮崎県日向市東郷町山陰辛にある公立の小中一貫校。2011年に開校した。
ただし、日向市立学校設置条例上の正式名称は、「東郷小学校」「東郷中学校」である。

## 概要
2011年に、東郷小学校、福瀬小学校、東郷中学校、坪谷中学校を統合し開校した。
- 児童数 - 82名（2020年度）
- 生徒数 - 59名（2020年度）

### 若竹分校
旧・東郷小学校跡地に、特別支援学級に特化した分校を設置している。
- 所在地 - 宮崎県日向市東郷町山陰辛961番地
- 児童数 - 8名（2020年度）
- 生徒数 - 8名（2020年度）

## 沿革

### 東郷小学校
- 1873年 - 小野田小学校が創立。
- 1878年 - 羽坂小学校が創立。
- 1879年 - 迫野内小学校が創立。
- 1917年9月 - 上記3校が合併し、開校。
- 1969年4月1日 - 町制施行により、東郷町立東郷小学校に改称。
- 2006年2月25日 - 日向市との合併により、日向市立東郷小学校に改称。
- 2011年3月 - 東郷中学校内への新校舎へ移転。

### 福瀬小学校
山陰乙1812番地に設置されていた。
- 1875年 - 開校。
- 1969年4月1日 - 町制施行により、東郷町立福瀬小学校に改称。
- 2006年2月25日 - 日向市との合併により、日向市立福瀬小学校に改称。
- 2011年3月31日 - 閉校[2]。

### 東郷中学校
- 1947年5月 - 東郷村立東郷中学校として開校。福瀬に分校を設置。
- 1969年4月1日 - 町制施行により、東郷町立東郷中学校に改称。
- 2006年2月25日 - 日向市との合併により、日向市立東郷中学校に改称。

### 坪谷中学校
山陰戊704番地に設置されていた。
- 1947年 - 東郷村立坪谷中学校として開校。越表に分校を設置。
- 1969年4月1日 - 町制施行により、東郷町立坪谷中学校に改称。
- 1982年3月31日 - 越表分校を統合[3]。
- 2006年2月25日 - 日向市との合併により、日向市立坪谷中学校に改称。
- 2011年3月31日 - 閉校[2]。

### 東郷学園
- 2011年2月 - 校舎が完成。
- 2011年4月1日 - 開校[4]。
- 2015年4月1日 - 旧・東郷小学校跡地に若竹分校を設置[5]。

## 通学区域
東郷学園の通学区域には以下の区域が指定されている。
- 東郷小学校
  - 小野田
  - 迫野内
  - 田野
  - 鶴野内
  - 仲深の一部
  - 八重原
  - 羽坂
  - 福瀬の一部

- 東郷中学校
  - 東郷小学校通学区域
  - 坪谷小学校通学区域

## アクセス
- 九州旅客鉄道日豊本線日向市駅から宮崎交通バスにて 
  - 本校：「成願寺前」バス停下車、徒歩2分。
  - 分校：「道の駅とうごう」バス停下車、徒歩3分。